# Buellia stigmaea
Buellia stigmaea är en lavart som beskrevs av Tuck. 1888. Buellia stigmaea ingår i släktet Buellia och familjen Caliciaceae.   Inga underarter finns listade i Catalogue of Life.